# Meditationsbank

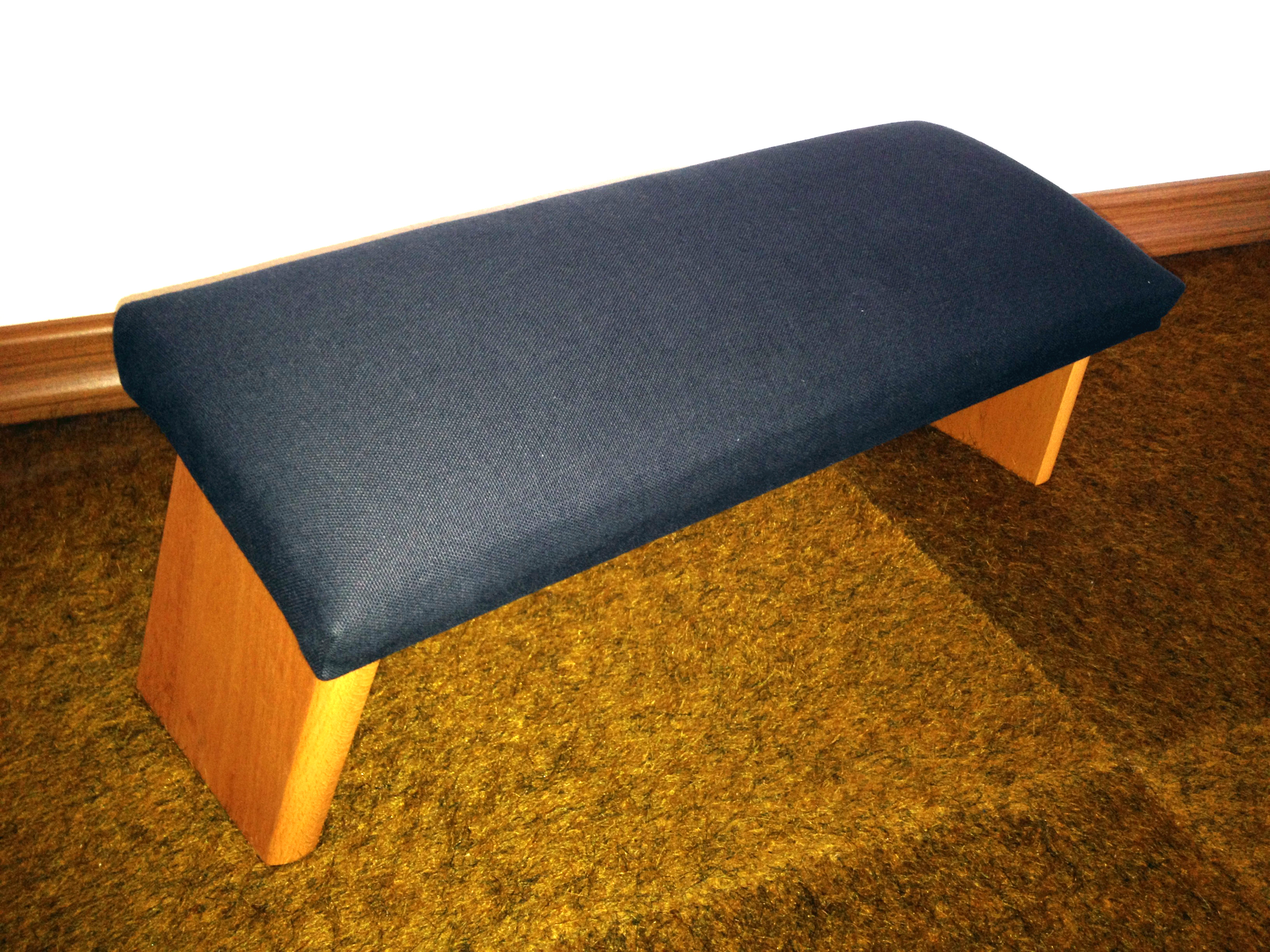
Meditationsbank, angewinkelt, mit Sitzpolster

Eine Meditationsbank (auch Meditationsbänkchen oder Meditationshocker) unterstützt den Meditierenden darin, während der Meditation eine aufrechte und entspannte Sitzhaltung einzunehmen.
Meist wird die Bank aus Holz gefertigt. Die Höhe liegt je nach Bedürfnis der Person zwischen 15 cm und 25 cm und die Sitzfläche ist so bemessen, dass der Meditierende bequem Platz findet.
Entscheidend für eine Meditationsbank ist die nach vorne um 2–3 cm abfallende Sitzfläche. Dadurch wird das Becken leicht nach vorne gekippt, was eine lotrechte Ausrichtung der Wirbelsäule unterstützt. Der Bauchraum bleibt entspannt und der Atem kann frei fließen.
In der Praxis kniet die Person auf einer weichen Unterlage und stellt dann die Bank zwischen Gesäß und Unterschenkel.
Es gibt traditionell zwei Bauarten für Meditationsbänke. Sind die Beine der Bank am äußeren Rand der Sitzfläche befestigt, so liegen die Unterschenkel der Person zwischen den Beinen der Bank. Ist die Meditationsbank hingegen so gebaut, dass ihre Beine mittig im Abstand von ungefähr 15 cm angebracht sind, so führt der Meditierende seine Unterschenkel außen vorbei. Diese Art der Sitzhaltung kann auch angewandt werden, wenn für die Meditation ein Meditationskissen verwendet wird.
Neben den Bänken mit fest verleimten Beinen gibt es auch Klappbänke, bei denen die Beine über Scharniere eingeklappt werden können. Klappbänke sind für unterwegs geeignet, weil sie platzsparend verstaut werden können.
Klassisch sitzt der Meditierende im Lotus-Sitz oder halben Lotus-Sitz, wobei er sein Gesäß mit einem Kissen unterstützen kann. In Kulturen, wo diese Sitzhaltung alltäglich ist, ist es eine sehr bequeme und stabile Form des Sitzens (zum Beispiel in Indien, Japan, Tibet). Für viele westliche Menschen ist es jedoch unmöglich, diese Sitzhaltung längere Zeit einzunehmen, weil die Beine nicht gelenkig genug sind. Außerdem besteht gerade beim vollen Lotus-Sitz für die ungeübte Person die Gefahr, sich die Kniegelenke zu verdrehen und so zu verletzen.
Meditationsbänke oder Meditationskissen sind hier eine gute Alternative, um sich in entspannter Sitzhaltung ganz auf die Meditation konzentrieren zu können. Entspannt meint, dass die aufrechte Wirbelsäule den Körper trägt und die Muskeln lediglich diese aufrechte Position ausbalancieren. Jede zusätzliche Anspannung lässt man hingegen los. Ein Indiz für unnötige Anspannung ist, wenn man nach der Meditation Muskelschmerzen in bestimmten Körperregionen spürt (zum Beispiel  in den Schultern). Nicht jede Muskelanspannung ist wahrnehmbar und willkürlich beeinflussbar.
Manchen bereitet aber auch diese Form des Sitzens Probleme, hauptsächlich weil die Fußgelenke sehr gestreckt werden. Hier kann eine zusammengerollte Decke unterstützen, die unter die Fußgelenke gelegt wird.